# 全力投球!コットン100%
全力投球!コットン100%（ぜんりょくとうきゅう!コットンひゃくパーセント）は、広島ホームテレビで特番で放送された、コットンの広島初冠番組。

## 概要
西村真二の出身地、広島でのコットンの認知度を100％にすべく、どんなことにも100％全力で取り組む“ブチ全力ロケ修行バラエティ”番組。コットンの初冠番組。
視聴者の反響次第でレギュラー番組化されるという話だったが、本番組はされていない。後に同局で『スナックコットン』（2025年）がパイロット版を経てレギュラー放送されている。
TOKYO MXとBSよしもとでも放送された。

## 出演
- コットン

ゲスト
- やまか（広島のギャガー）
- 清水敏裕（元ホームテレビアナウンサー）

## 放送リスト
- 2022年12月13日[4] 衣装さがし
- 2022年12月22日[4] お好み焼きビンゴ
- 2023年1月3日[4] 未公開シーン
- 2024年7月4日[5] そっくりさんを探せ！全力100％フォトBINGO
- 2024年7月11日 全力100％ トークダジャレ寿司
- 2024年7月18日 ビバーチャで全力100％ 超広島ローカルクイズ

## スタッフ
- 構成：山脇わきこ
- ナレーション：岡本愛衣（HOMEアナウンサー）
- 編成：野中保宏
- 広報：井上知子、佐藤亜希子
- 撮影：清水達也、澤江哲史
- 音声・MA：米元得善
- CG：邉見省吾、猪野杏梨
- 制作協力：EZMホームテレビ映像、asovo
- ディレクター：大西勇輔
- チーフディレクター：田上佳世
- プロデューサー：大道貴志、岩崎博史
- 総括プロデューサー：下門晋
- 制作著作：広島ホームテレビ、BSよしもと

## オリジナルグッズ
- 2024年 番組オリジナルトートバッグ 非売品
番組タイトルロゴがプリントされたもの。